# Chromis bermudae
Chromis bermudae là một loài cá biển thuộc chi Chromis trong họ Cá thia. Loài này được mô tả lần đầu tiên vào năm 1920.

## Từ nguyên
Từ định danh bermudae được đặt theo tên gọi của lãnh thổ Bermuda, nơi mà mẫu định danh của loài cá này được thu thập.

## Phạm vi phân bố và môi trường sống
Trước đây, C. bermudae chỉ được xem là một danh pháp đồng nghĩa của Chromis flavicauda (hiện là loài đặc hữu của Brasil), tuy nhiên cả hai có sự khác biệt đáng kể về kiểu hình nên C. bermudae đã được công nhận là một loài hợp lệ và cũng là loài đặc hữu của Bermuda vào năm 2013.
C. bermudae ưa sống gần các cụm rong san hô và được quan sát ở độ sâu khoảng 52–61 m.

## Mô tả
C. bermudae có chiều dài cơ thể lớn nhất được ghi nhận là 8,5 cm. Cơ thể có màu xanh cô ban đậm (lan rộng đến một phần gốc vây lưng). So với C. flavicauda, màu vàng trên đuôi của C. bermudae lan rộng đến toàn bộ cuống đuôi; ngoài ra, phần gai vây lưng của C. bermudae có màu vàng tươi, trong khi gai vây lưng của C. flavicauda gần như toàn bộ là màu xanh lam thẫm. Tất cả các vây còn lại của C. bermudae đều có màu vàng (tươi hơn và chiếm phần nhiều hơn ở vây hậu môn so với cùng vị trí ở C. flavicauda). Vùng mõm, phía trước mắt và cằm có màu đen. Đốm đen ở gốc vây ngực.
Số gai ở vây lưng: 13; Số tia vây ở vây lưng: 11–12; Số gai ở vây hậu môn: 2; Số tia vây ở vây hậu môn: 11; Số tia vây ở vây ngực: 18; Số gai ở vây bụng: 1; Số tia vây ở vây bụng: 5; Số vảy đường bên: 15–18.

## Sinh thái học
Thức ăn của C. bermudae là động vật phù du. Cá đực có tập tính bảo vệ và chăm sóc trứng; trứng có độ dính và bám vào nền tổ.